# Jove Calassanç Teatre
El Jove Calassanç Teatre és una agrupació teatral amateur de Barcelona nascuda el 1985 per atreure el jovent cap al grup de teatre del Casal Calassanç de la parròquia de Sant Josep de Calassanç del districte de Sant Martí. En formen part un centenar de persones. Amb el pas del temps l'agrupació s'ha anat consolidant i ha esdevingut una veritable escola de teatre. A més de les representacions que fa tot l'any, les finalitats del grup són l'educació en la pau a partir dels valors de llibertat, justícia, solidaritat i democràcia. El Jove Calassanç Teatre participa activament en els actes comunitaris de la parròquia que l'acull.
Cada any per Nadal interpreta Els pastorets de Josep Maria Folch i Torres, per bé que els adapta i en fa una versió moderna amb balls, música i humor. Les representacions dels Pastorets del Camp de l'Arpa tenen un ritme trepidant, amb la intenció de sorprendre el públic amb reinterpretacions innovadores d'alguns dels personatges de la història tradicional. A més, n'ofereix una adaptació reduïda, d'una hora de durada, destinada al públic més jove.